# Jan Wilm
Jan Wilm (* 1983) ist ein deutscher Schriftsteller, Übersetzer und Literaturkritiker. Er publiziert für verschiedene Medien im deutsch- und englischsprachigen Sprachraum wie die Frankfurter Allgemeine Zeitung, Volltext, Republik, Los Angeles Review of Books und The Believer.
Jan Wilm studierte Anglistik und Amerikanistik an der Goethe-Universität in Frankfurt am Main und promovierte mit einer Arbeit über J. M. Coetzee. Er lebt in Frankfurt am Main.

## Werke

### Bücher
- Bärtierchen. Matthes & Seitz Berlin, Berlin, 2025, ISBN 978-3-7518-4027-9.
- Ror.Wolf.Lesen. Schöffling & Co., Frankfurt am Main, 2022, ISBN 978-3-89561-498-9.
- Winterjahrbuch. Roman. Schöffling & Co., Frankfurt am Main, 2019, ISBN 978-3-89561-497-2.
- The Slow Philosophy of J. M. Coetzee. Bloomsbury Academic, London, 2016, ISBN 978-1-4742-5645-2.

### Herausgeber
- Jan Wilm: TEXT+KRITIK Heft 222: Michael Lentz, edition text+kritik, München, 2019, ISBN 978-3-86916-792-3.
- Jan Wilm: Alles andere später. Über Ror Wolf II: Supplement der Ror Wolf Werke. Schöffling & Co., Frankfurt am Main, 2019, ISBN 978-3-89561-927-4.
- Patrick Hayes, Jan Wilm: Beyond the ancient quarrel: literature, philosophy, and J.M. Coetzee. Oxford University Press, Oxford, 2018, ISBN 978-0-19-880528-1.
- Jan Wilm, Mark Nixon: Samuel Beckett und die deutsche Literatur. Transcript Verlag, Bielefeld, 2013, ISBN 978-3-8376-2067-2.

### Publizistik (Auszug)
- A Very German Coup. Erschienen in Granta, 23. November 2023.[1]
- The Good, the Ben, and the Ugly: On Joshua Cohen’s “The Netanyahus”. Erschienen in The Believer, 13. Oktober 2021.
- Erst Fehler machen eine Frau vollkommen. Erschienen in der Neuen Zürcher Zeitung, 4. Januar 2020.
- All the World’s a Stage: On Yukio Mishima’s „Star“. Erschienen in Los Angeles Review of Books, 18. Juni 2019.
- Les Murray ist tot – Australien verliert seinen bedeutendsten Dichter. Erschienen in der Neuen Zürcher Zeitung, 29. April 2019.
- Sexual Abuse and Critical Abuse: On Christian Kracht’s „The Dead“. Erschienen in Los Angeles Review of Books, 10. Oktober 2018.
- Ror Wolf: „Spaziergänge am Rande des Meeres“. Erschienen in der Frankfurter Allgemeinen Zeitung, 13. Januar 2018.
- Sehr dunkle Spiegel. Erschienen in der Neuen Zürcher Zeitung, 18. April 2017.
- Samuel Becketts Briefe Mut stinkt nicht. Erschienen in der Frankfurter Allgemeinen Zeitung, 6. November 2014.

### Übersetzungen
- Lydia Davis: Unsere Fremden. Stories. Droschl, Graz 2024, ISBN 978-3-99059-165-9.
- Adam Thirlwell: Die fernere Zukunft, S. Fischer Verlag, Frankfurt am Main, 2023, ISBN 978-3-10-397532-1.
- Pankaj Mishra: Goldschakal, S. Fischer Verlag, Frankfurt am Main, 2023, ISBN 978-3-10-397156-9.
- Isabel Wilkerson: Kaste. Die Ursprünge unseres Unbehagens, Kjona Verlag, München, 2023, ISBN 978-3-910372-04-7.
- Arundhati Roy: Azadi heißt Freiheit, S. Fischer Verlag, Frankfurt am Main, 2021, ISBN 978-3-10-397113-2.
- Frank B. Wilderson III.: Afropessimismus. Matthes & Seitz Berlin, Berlin, 2021, ISBN 978-3-7518-0333-5.
- Maggie Nelson: Die roten Stellen. Hanser Berlin, Berlin, 2020, ISBN 978-3-446-26591-2.
- Maggie Nelson: Bluets. Hanser Berlin, Berlin, 2018, ISBN 978-3-446-26044-3.
- Maggie Nelson: Die Argonauten. Hanser Berlin, Berlin 2017, ISBN 978-3-446-25707-8.
- Andrew O’Hagan: Das geheime Leben: Wahre Geschichten von der dunklen Seite des Internets. S. Fischer Verlag, Frankfurt am Main, 2017, ISBN 978-3-10-397326-6.

### Hörspiel
- Mit ins Grab genommen – Zeitreise zu den letzten Tagen von Edgar Allan Poe. Regie: Roman Ruthardt. (Deutschlandfunk Kultur) Mit Ulrich Noethen, Veronika Bachfischer, Barbara Becker, Martin Engler, Torsten Foeste, Konstantin Windhorst.

## Ehrungen und Auszeichnungen
- 2015: Dissertationspreis, Deutscher Anglistenverband e.V.[2]
- 2019: Land in Sicht Stipendium, Hessischer Literaturrat e.V.[3]
- 2021: extensiv initiativ Stipendium für Afropessimismus von Frank B. Wilderson III., Deutscher Übersetzerfonds e.V.[4]
- 2023: Gastdozentur an der Albert-Ludwigs-Universität Freiburg, Deutscher Übersetzerfonds e.V.[5]
- 2024: Fellow der Santa Maddalena Foundation, The Gregor von Rezzori and Beatrice Monti della Corte Retreat for Writers, Donnini, Italien.[6]